# Diamond Princess
Diamond Princess je výletní loď, která je zaregistrována ve Spojeném království a spravována linkami Princess Cruises. Loď byla uvedena do provozu v březnu 2004 primárně pro plavby v Asii (během léta v severní polokouli) a Austrálie (během léta v jižní polokouli). Diamond Princess a její tzv. „sesterská“ loď, Sapphire Princess, jsou nejširší podtřídou lodí třídy grand. Jsou široké 37,5 metru, zatímco ostatní lodě třídy grand jsou široké pouze 36 metrů. Diamond Princess a Sapphire Princess byly sestrojeny v japonském městě Nagasaki společností Mitsubishi Heavy Industries.

## Pandemie covidu-19
Dne 3. února 2020 bylo japonským ministerstvem zdravotnictví, práce a sociálních věcí umístěno do karantény v přístavu Jokohama 3 711 cestujících a členů posádky této lodě poté, co byl cestující na lodi pozitivně testován na onemocnění covid-19, které způsobuje koronavirus SARS-CoV-2. Jedná se o největší ohnisko koronaviru na výletní lodi. Druhé ohnisko na výletní lodi se vyskytlo na lodi Grand Princess, která je spravována stejnými linkami (Princess Cruises). Později bylo potvrzeno, že onemocněním covid-19 bylo nakaženo 712 cestujících. Celkem zemřelo 13 nakažených. 46,5 % pacientů na lodi nevykazovalo v době testování žádné příznaky.
Po důkladné desinfekci byla loď uvolněna z karantény v pondělí 30. března 2020. Nicméně, společnost Princess Cruises oznámila, že vzhledem k pandemii pozastavuje všechny plavby nejméně do 11. května. Loď Diamond Princess s novou posádkou po 103 dnech opustila přístav Jokohama a 16. května bez pasažérů odplula do přístavu Klang v Malajsii.